# Maurice Desclers
Maurice Desclers, né le 17 juillet 1882 dans le 18e arrondissement de Paris et mort pour la France aux Éparges dans le département de la Meuse le 18 février 1915, est un journaliste et directeur de théâtre français du XXe siècle, qui a également écrit sous le pseudonyme de Paul Bail. Son nom est inscrit au Panthéon parmi les 560 écrivains morts au combat pendant la Première Guerre mondiale.

## Biographie
Maurice Paul Desclers, né le 17 juillet 1882 au No 7 de la rue Germain-Pilon, est le fils de Félicien Charles Nicolas Desclers (1849-1899), et de Marie Victorine Jeanne, caissière.
Il est admis comme élève boursier à l'École des hautes études commerciales de Paris en 1899 et en sort diplômé en 1901. Après un ajournement en 1903, il fait son service militaire au 106e régiment d'infanterie à Châlons-sur-Marne de novembre 1904 à septembre 1905. Passé dans la réserve, il est nommé sergent en 1906.
Il commence sa carrière dans le journalisme, comme secrétaire de la rédaction aux quotidiens Le Siècle et Le Radical, et collabore également à Paris-Journal, Le Soir et L'Indiscret. En juillet 1909, il vend à Rullier de Bettex le journal illustré L'Indiscret exploité à Paris.
Très vite attiré par le théâtre, il débute par des revues de cabaret ou de café-concert, jouées aux théâtres des Mathurins, des Capucines, à la Cigale, écrites en collaboration avec le chansonnier Rip et les dramaturges Jacques Bousquet et Jean Kolb.
Au printemps 1913, il loue le théâtre des Capucines à Paris pour y produire des spectacles. Le 27 mai 1913 a lieu la première du spectacle composé d'un sketch de Rip et Bousquet, accompagné du Noël de M. Mouton, de Félicien Champsaur, et du Trou d'Almanzor, une opérette de Rip et Wilned, interprété par Jane Marnac, Henri Jullien et Charles Dechamps,.
Parti à la mobilisation comme sergent en août 1914, il est blessé par un éclat d'obus en plein front le 24 août en Belgique. D'abord évacué au Havre, il travaille pour être nommé officier. En novembre 1914, il est nommé sous-lieutenant et envoyé en Bretagne pour instruire les nouvelles recrues. Lassé de la vie de garnison, il demande à repartir au front et rejoint la 2e compagnie du 106e régiment d'infanterie.
Dans Ceux de 14, Maurice Genevoix, lieutenant à la 7e compagnie du 106e régiment d'infanterie, mentionne Maurice Desclers qu'il a renommé Crisinel et qu'il rencontre le 17 février 1915 dans un abri pendant la bataille des Éparges, avec les autres officiers de la 2e compagnie, le sous-lieutenant Caris (de son vrai nom Anselme Person) et le lieutenant Réveille : « Crisinel, un petit homme blond roux, la moustache taillée au ras des lèvres, devait être régisseur d'un music-hall de Paris. Réveille, grand, barbu, l'allure souple et déliée, parle quand Caris a parlé ; il le prend à témoin, l'interroge du regard : ces trois hommes semblent liés par une camaraderie profonde ». Plus loin, le 19 février, il écrit : « D'autres nouvelles surgissent toujours, de la même étrange manière, sans messagers. Deux voisins parlent, tout à coup ; il n'y a qu'à les écouter : "Un 305 est tombé sur une guitoune de la réserve ; elle était pleine d'hommes, et aussi de cartouches ; toute une demi-section bousillée…" On ne leur demande pas si c'est vrai ; cela ne peut être que vrai. "Le lieutenant Crisinel est tué…" Et c'est vrai ».
Maurice Desclers est tué le 18 février 1915 aux Éparges,,.
Selon Florent Deludet, auteur du dossier sur les hommes mentionnés par Maurice Genevoix, Maurice Desclers est un des seuls de Ceux de 14, avec Robert Porchon et Henry Prunaux, dont la tombe se trouve à la nécropole nationale du Trottoir (tombe individuelle n° 411), au pied de la butte des Éparges,.

## Distinctions
- Officier d'académie, arrêté du 27 février 1908[17]
- Officier de l'Instruction publique, arrêté du 28 février 1914[18]

## Hommages
- Le nom de Maurice Desclers est inscrit au Panthéon dans la liste des 560 écrivains morts pour la France[19].
- Son nom figure sur le Monument aux Parisiens morts pendant la Première Guerre et la plaque commémorative de la Société des auteurs et compositeurs dramatiques à Paris.